# یاسین البخیت
یاسین البخیت (انگلیسی: Yaseen Al-Bakhit؛ زادهٔ ۲۴ مارس ۱۹۸۹) بازیکن فوتبال اهل اردن است.
از باشگاه‌هایی که در آن بازی کرده‌است می‌توان به باشگاه فوتبال الشعله عربستان سعودی، باشگاه فوتبال الاتفاق، باشگاه فوتبال الفیصلی عربستان سعودی، باشگاه ورزشی الفیصلی، و باشگاه فوتبال التعاون عربستان سعودی اشاره کرد.
وی همچنین در تیم ملی فوتبال اردن بازی کرده‌است.